# ダムロンラーチャーヌパープ

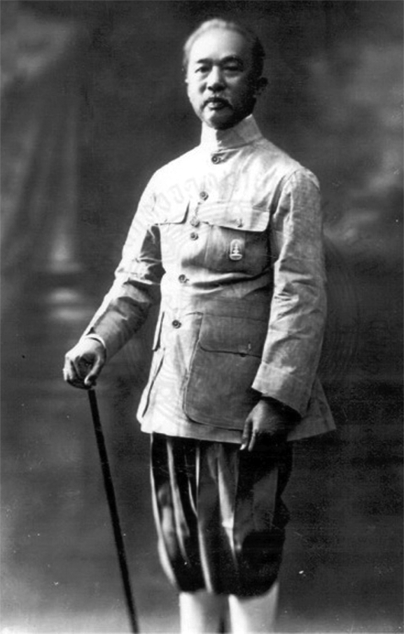
ダムロンラーチャーヌパープ王子（1900年）

ダムロンラーチャーヌパープ王子（สมเด็จพระเจ้าบรมวงศ์เธอ กรมพระยาดำรงราชานุภาพ、太字以外は称号）（1862年6月21日 - 1943年12月1日、タイ仏暦2405年 - 2486年）は、タイのチャックリー王朝の5代目のチュラーロンコーン大王（以下ラーマ5世）の異母弟で、ラーマ5世に最も重用された人物である。名門ディッサクン家の始祖でもある。略称はダムロン王子。

## 略歴
1862年にラーマ4世の57番目の子息として誕生した。少年時代は王宮英語学校に学び、王族の中でもずば抜けて高い英語力を付け、外文書籍を幅広く読み、在タイ外国人との交流も広かった。そのため、非常に高度な近代西洋的思想の持ち主であった。ラーマ5世は当時、チャックリー王室を牛耳っていたブンナーク家の独裁を嫌い、西洋化によってこの一家の勢力を一掃しようとしていたが、ラーマ5世のこの需要と、ダムロンの思想的な供給が一致し、ラーマ5世はダムロンを重用するようになった。
ラーマ5世の行ったチャクリー改革においては、非常に大きな位置を占め、教育改革から、モントン編成（州制度の導入）まで大きく関わった。
1910年にラーマ5世は崩御したが、ダムロンはその後即位したラーマ6世との仲はあまりよくなかった上、政治上の意見の食い違いから政界を引退した。しかし、持ち前の博覧強記を生かし、国立図書館、国立博物館などを設立した。また700以上にもおよぶタイ史関係の著作を発表し、今まで冗漫に記すだけの形式だったタイ史研究を近代学問のレベルに高めた。このためダムロンは後にタイ歴史学の父と評された。
その後、立憲革命により王族の立場が悪くなると、マレーシアのペナン島に亡命したが、第二次世界大戦において、1941年にペナン島が日本に占領されたため、タイ政府の意向で翌年帰国。その1年後の1943年12月1日、バンコクの自宅ウォーラディット宮にて生涯を終えた。

### 年表
- 1862年 …… ラーマ4世の子として誕生。
- 1880年 …… ラーマ5世の要求で近衛兵学校に近代教育制度を導入する。
- 1885年 …… 陸軍地図局を設立する。
- 1886年 …… 病院設立計画のメンバーに就任。
- 1887年 …… 教育局設置により教育局局長に就任する。同年・陸軍少将に昇進。
- 1889年 …… 道徳省大臣に就任。同年、王立図書館の館長に就任する。
- 1890年 …… 道徳省を文部省に変革させる。
- 1892年 …… タイ史上初の内閣組織により北部省（後の内務大臣）に就任。ラーマ5世から新しい地方統治方法を考えるように言われる。
- 1897年 …… 地方行政法を制定。モントン制を正式に取り決める。
- 1901年 …… 陸軍大将に就任。
- 1903年 …… 内務大臣の辞任する。
- 1910年 …… ラーマ6世との不仲により、政界を引退する。
- 1925年 …… ラーマ7世の国王最高顧問に就任。
- 1926年 …… 学士院の最高責任者に就任。
- 1932年 …… 立憲革命によりマレーシア・ペナンへ逃亡する。
- 1942年 …… ペナン島が日本に占領されたため帰国。
- 1943年 …… バンコクの自宅ウォーラディット宮で死去。
- 1947年 …… 国立図書館内に、ダムロン王子図書室を設置。
- 1962年 …… 生誕100周年を記念して、ユネスコより世界で最も際立った人物の一人として賞賛される。

## 主著
括弧内はタイ仏暦
- スリランカのサヤームニカーイ／1914年（2457）
- ラーマ2世の治世･改訂版／1916年（2459）
- タイ、ビルマを破る／1921年（2464） …… 英訳あり（詳細は英語記事を参照のこと）
- サヤームの仏塔の起源／1927年（2470）
- スントーン・プー伝／1914年（2457）
- ビルマ紀行／1936年（2479） …… 英訳あり（詳細は英語記事を参照のこと）。
- 年代記集成／1940年（2483） …… 日の目を見ることのなかった古文書群を集成し、注釈を加えた労作。
- ナレースワン大王伝／1950年（2493） …… 死後に刊行。